# Guðni Bergsson
Guðni Bergsson (Reykjavík, 21 luglio 1965) è un ex calciatore islandese, di ruolo difensore.

## Palmarès

### Club

#### Competizioni nazionali
- Campionato islandese: 2

Valur: 1985, 1987
- Coppa d'Islanda: 1

Valur: 1988
- Coppa d'Inghilterra: 1

Tottenham: 1990-1991
- FA Charity Shield 1991: 1991
- First Division: 1

Bolton: 1996-1997